# Xerraire melodiós
El xerraire melodiós (Garrulax canorus) és una espècie d'ocell de la família dels leiotríquids (Leiothrichidae) que habita zones de matoll, bambú i terres de conreu del centre i sud de la Xina, Hainan, nord de Laos i del Vietnam.